# Netze-Gesellschaft Südwest
Die Netze-Gesellschaft Südwest mbH (kurz: Netze Südwest) ist ein regionaler Verteilnetzbetreiber in Baden-Württemberg. Sie verantwortet den Bau, den Betrieb und die Instandhaltung ihrer Gasnetze in Nordbaden, Oberschwaben und auf der Schwäbischen Alb.

## Geschichte
2007 wurde die Netze Südwest als 100%ige Netztochter der Erdgas Südwest zunächst unter dem Namen Erdgas Südwest Netz GmbH ausgegründet. Aufgrund gestiegener Entflechtungsvorschriften folgte 2014 die Umfirmierung in Netze-Gesellschaft Südwest mbH, um die Trennung von Netz und Vertrieb für Kunden deutlicher zu machen. Während die Netze Südwest in den Anfangsjahren als sogenannter kleiner Netzbetreiber die Gasnetze im Pachtmodell mit lediglich 12 Mitarbeiter betrieben hat, erfolgte zum 1. Januar 2019 die Neuausrichtung als großer Netzbetreiber mit dann 115 Mitarbeitern.

## Versorgungsgebiet und -netz
Als größter Gasverteilnetzbetreiber unter der Landesregulierungsbehörde Baden-Württemberg versorgt die Netze Südwest etwa 100 Gemeinden mit Erdgas und Grünen Gasen. Das Netzgebiet erstreckt sich über 2.953 km², 4.800 km Netzlänge und umfasst über 82.000 Ausspeisepunkte.

## Nachhaltigkeit und Umweltmanagement
Die Netze Südwest verfolgt per Unternehmensbeschluss das Ziel, bis 2035 klimaneutral zu sein. Zur Vermeidung von Methanemissionen ist sie seit 2021 Mitglied der Oil and Gas Methane Partnership (OGMP) und hält dort den Gold-Status.
Die Netze Südwest besitzt darüber hinaus ein zertifiziertes Umwelt- und Energiemanagementsystem nach DIN EN ISO 14001, EMAS und DIN EN ISO 50001.

## Standorte
Die Unternehmenszentrale der Netze Südwest liegt in Ettlingen. Darüber hinaus befinden sich Standorte in:
- Stuttgart
- Munderkingen
- Herbertingen
- Laichingen
- Eppingen
- Bad Schönborn.

Netzkopplungspunkte zu nachgelagerten Netzbetreibern bestehen mit:
- eneREGIO GmbH
- Stadtwerke Bad Saulgau
- Stadtwerke Sigmaringen
- TWS Netz GmbH